# Time Lord
En Time Lord svenska: tidsherre, är en utomjordisk, människoliknande art i science fiction-serien Doctor Who. Titelpersonen Doktorn är en tidsherre. Enligt serien härstammar de från planeten Gallifrey, men Doktorn är en av de få som överlevt.
Tidsherrar är anatomiskt lika människor, med vissa mindre skillnader, som att de har två hjärtan. En tidsherre som är dödligt sårad kan regenerera, och byter därigenom skepnad. Arten besitter bland annat förmågan att byta kön. Som kvinnor kallas de istället Tidsdamer (Time Ladys).

### Fotnoter
1. ↑  Martin Halldin (22 november 2013). ”Doktorn firar 50 år” (på svenska). ETC Göteborg. http://www.etc.se/noje/doktorn-firar-50-ar. Läst 5 november 2017.
2. ↑  Robin Stjernberg (21 juli 2017). ”BBC slår ifrån mot "Doctor Who"-kritiken” (på svenska). Göteborgsposten. http://www.gp.se/n%C3%B6je/tv/bbc-sl%C3%A5r-ifr%C3%A5n-mot-doctor-who-kritiken-1.4464992. Läst 5 november 2017.